# Брюс Робертсон (веслувальник)
Брюс Робертсон (англ. Bruce Robertson, 17 червня 1962) — канадський академічний веслувальник.
Олімпійський чемпіон 1992 року в складі вісімки, учасник 1988 року.